# Huisstijlen in het openbaar vervoer van België
De huisstijlen in het openbaar vervoer geven vooral weer de uitvoering van grafische vormgeving die openbaarvervoerbedrijven gebruiken om zichzelf herkenbaar en onderscheidend te maken naar het publiek. Dit artikel geeft een overzicht van die huisstijlen in België.

## Geschiedenis
In België kende men t/m 1991 een algemeen nationaal busvervoersmaatschappij genaamd NMVB en een aantal stedelijke bedrijven genaamd MIVB (Brussel), MIVA (Antwerpen), MIVG (Gent), STIV (Verviers), STIL (Luik) en STIC (Charleroi). Al deze bedrijven hadden hun eigen huisstijl.
In 1991 kwam daar verandering in toen de NMVB werd opgesplitst in een Vlaams deel en in een Waals deel. Het Vlaamse deel ging verder onder de naam De Lijn en fuseerde zich met MIVA en MIVG. Het Waalse deel ging verder onder de naam TEC en fuseerde zich met STIL, STIC en STIV. Alleen MIVB bleef als apart bedrijf bestaan. Om een duidelijk onderscheid te creëren tussen het Vlaamse en Waalse deel besloot men om ieder één huisstijl te geven dat door iedereen, ook de buspachters, gehanteerd moet worden. Dat houdt in dat alle vervoersbedrijven in Vlaanderen die diensten uitvoeren op het openbaar vervoer onder één huisstijl moeten rijden en alle vervoersbedrijven in Wallonië die diensten uitvoeren op het openbaar vervoer onder een ander huisstijl moeten rijden. De MIVB heeft zijn eigen huisstijl.

## Algemeen
In België wordt in alle regio's (behalve Hoofdstedelijk Gewest Brussel) gewerkt met buspachters. Deze dragen dezelfde huisstijl als de vervoersmaatschappijen waarvoor ze rijden. Echter zijn er wel duidelijke verschillen tussen buspachters en de nationale vervoersmaatschappijen.

### Buspachters
Het verschil tussen de nationale vervoersmaatschappijen en de pachters is dat de pachters bussen gebruiken met zes nummers en de nationale vervoersmaatschappijen vier nummers. Dit principe is ingesteld in 1977 om het verschil tussen bussen van pachters en bussen van de nationale vervoersbedrijven te laten zien en daarbij dragen de bussen van de pachters een nummer dat afhankelijk is van hun contract. Het eerste cijfer is het cijfer van de provincie/regio, de twee cijfers die volgen zijn de cijfers van het contract, de vierde cijfer geeft de lengte aan van de bus en de laatste twee cijfers zijn de cijfers van de interne busnummer van de exploitant, dat eventueel gevolgd kan worden door een letter. In de tijd van de NMVB werden de cijfer 1 t/m 9 gehanteerd en dit werd ook na de splitsing behouden. Echter werd onder de NMVB voor de provincies Vlaams-Brabant en Waals-Brabant hetzelfde cijfer gehanteerd, omdat dit toentertijd één provincie was, genaamd Brabant. Echter kwam daar in 2000 verandering in. Toen ging De Lijn een geheel nieuw contractensysteem invoeren. Hierbij nam het bedrijf de cijfers 1 t/m 5 voor hun rekening. TEC bleef echter wel het oude systeem uit de NMVB zoveel mogelijk handhaven. Hieronder zie je hoe de contracten in elkaar zaten. Sinds 10 september 2018 is het nummeringssysteem bij De Lijn voor de tweede keer sinds het bestaan van het bedrijf op de schop gegaan. Hierbij zijn de entiteiten komen te vervallen en krijgen de bussen van de pachters een zogeheten kwalificatienummer, waarbij de eerste drie cijfers staan voor het kwalificatienummer en de laatste drie voor het volgnummer van de bus. De exploitant kan hierbij niet meer zelf voor het volgnummer kiezen, maar wordt dit door De Lijn zelf gedaan.

#### Voor 2000
| Digit                   | Betekenis                                             | Cijfer    | |
| ----------------------- | ----------------------------------------------------- | --------- | --- |
| 1e cijfer               | Entiteit                                              | 1         | Antwerpen (De Lijn)                                                                                  |
| 1e cijfer               | Entiteit                                              | 2         | Oost-Vlaanderen (De Lijn)                                                                            |
| 1e cijfer               | Entiteit                                              | 3         | West-Vlaanderen (De Lijn)                                                                            |
| 1e cijfer               | Entiteit                                              | 4         | Henegouwen (TEC)                                                                                     |
| 1e cijfer               | Entiteit                                              | 5         | Namen (TEC)                                                                                          |
| 1e cijfer               | Entiteit                                              | 6         | Luxemburg (TEC)                                                                                      |
| 1e cijfer               | Entiteit                                              | 7         | Luik (TEC)                                                                                           |
| 1e cijfer               | Entiteit                                              | 8         | Limburg (De Lijn)                                                                                    |
| 1e cijfer               | Entiteit                                              | 9         | Brabant (Vlaams-Brabant en Waals-Brabant, De Lijn voor het Vlaamse deel en TEC voor het Waalse deel) |
| 2e en 3e cijfer         | Aard van het contract                                 | 01-49     | Contract voor een NMVB-lijn                                                                          |
| 2e en 3e cijfer         | Aard van het contract                                 | 51-79     | Contract voor een NMBS-buslijn                                                                       |
| 2e en 3e cijfer         | Aard van het contract                                 | 89        | Contract van tijdelijke aard                                                                         |
| 4e cijfer               | Type bus                                              | 1, 2 en 3 | Standaardbus                                                                                         |
| 4e cijfer               | Type bus                                              | 4         | Gelede bus                                                                                           |
| 4e cijfer               | Type bus                                              | 6         | Midibus                                                                                              |
| 4e cijfer               | Type bus                                              | 9         | Minibus                                                                                              |
| 5e en 6e (en 7e) cijfer | Intern wagenparknummer (soms gevolgd door een letten) | N.v.t.    | N.v.t.                                                                                               |

#### Na 2000
Bij De Lijn
| Digit                   | Betekenis                                             | Cijfer |                                                                          |
| ----------------------- | ----------------------------------------------------- | ------ | ------------------------------------------------------------------------ |
| 1e cijfer               | Entiteit                                              | 1      | Antwerpen                                                                |
| 1e cijfer               | Entiteit                                              | 2      | Oost-Vlaanderen                                                          |
| 1e cijfer               | Entiteit                                              | 3      | Vlaams-Brabant                                                           |
| 1e cijfer               | Entiteit                                              | 4      | Limburg                                                                  |
| 1e cijfer               | Entiteit                                              | 5      | West-Vlaanderen                                                          |
| 2e tot 4e cijfer        | Nummer van het lijnenpakket                           | 0xx    | - Basismobiliteit (alle entiteiten) - Minder hinder (Antwerpen)          |
| 2e tot 4e cijfer        | Nummer van het lijnenpakket                           | 6xx    | Snelbussen (Limburg)                                                     |
| 2e tot 4e cijfer        | Nummer van het lijnenpakket                           | Xxx    | Moedercontract, waarbij het eerste cijfer de entiteit nogmaals weergeeft |
| 5e en 6e (en 7e) cijfer | Intern wagenparknummer (soms gevolgd door een letter) | N.v.t. | N.v.t.                                                                   |

Bij TEC
| Digit                   | Betekenis                                             | Cijfer    |                                |
| ----------------------- | ----------------------------------------------------- | --------- | ------------------------------ |
| 1e cijfer               | Entiteit                                              | 4         | Henegouwen                     |
| 1e cijfer               | Entiteit                                              | 5         | Namen                          |
| 1e cijfer               | Entiteit                                              | 6         | Luxemburg                      |
| 1e cijfer               | Entiteit                                              | 7         | Luik                           |
| 1e cijfer               | Entiteit                                              | 9         | Waals-Brabant                  |
| 2e en 3e cijfer         | Aard van het contract                                 | 01-49     | Contract voor een NMVB-lijn    |
| 2e en 3e cijfer         | Aard van het contract                                 | 51-79     | Contract voor een NMBS-buslijn |
| 2e en 3e cijfer         | Aard van het contract                                 | 89        | Contract van tijdelijke aard   |
| 4e cijfer               | Type bus                                              | 1, 2 en 3 | Standaardbus                   |
| 4e cijfer               | Type bus                                              | 4         | Gelede bus                     |
| 4e cijfer               | Type bus                                              | 6         | Midibus                        |
| 4e cijfer               | Type bus                                              | 9         | Minibus                        |
| 5e en 6e (en 7e) cijfer | Intern wagenparknummer (soms gevolgd door een letter) | N.v.t.    | N.v.t.                         |

Charleroi wordt door de TEC als aparte entiteit gezien en daarom heeft TEC Charleroi ook drie contracten, waarvan twee afkomstig zijn uit Namen en een uit Waals-Brabant. Echter hebben ze geen aparte nummer, omdat het hierbij gaat om een klein gebied dat vooral de stadsdienst van Charleroi en de streeklijnen in de arrondissementen Charleroi en Thuin bevat en onderdeel zijn van de provincie Henegouwen.
Wat betreft de cijfers van de typenummers kan daar weleens van afgeweken worden.

### TEC
De wagenparknummers van MIVB, TEC en De Lijn bestaan, in tegenstelling tot de buspachters, meestal uit vier cijfers. In tegenstelling tot De Lijn gebruikt TEC voor de eerste cijfer een nummering die gelijkstaat aan de entiteit waarin de bus rijdt. Deze nummers staan voor het wagenparknummer (soms in het klein) en wijken af van de contractnummers voor buspachters. Zo heeft Henegouwen bijvoorbeeld contractnummer 4, maar bij de TEC dragen de bussen van entiteit Henegouwen het cijfer 3. Vaak staat achter het entiteitsnummer een punt en/of is het nummer in het klein geschreven. Hieronder een overzicht van de entiteitsnummers. De trams van Charleroi dragen overigens dezelfde entiteitsnummer als de bussen, echter zijn er geen bussen die dezelfde nummerreeks hebben als de tram. Hierdoor gebruikt TEC geen speciale reeksnummers voor hun trams, maar ook niet voor hun werkwagens. De Lijn daarentegen gebruikt wel speciale nummers voor hun trams (reeks 6xxx) en werkwagens (reeksen 7xxx en 8xxx).
| Digit | Entiteit        |
| ----- | --------------- |
| 3     | Henegouwen      |
| 4     | Namen-Luxemburg |
| 5     | Luik-Verviers   |
| 6     | Waals-Brabant   |
| 7     | TEC Charleroi   |

### NMBS
In België kent men in tegenstelling tot Nederland maar één spoorwegmaatschappij voor personenvervoer, genaamd NMBS. Deze vervoersmaatschappij hanteerde verschillende huisstijlen, afhankelijk van de treinserie. De meest gebruikte kleurstellingen waren de Bordeaux-kleurstelling en de Memling-kleurstelling die vooral bestaat uit: lichtgrijs  / donkergrijs  / rood  / geel  /blauw . Beide kleurstellingen verdwijnen langzaam van de oudere materiaal en worden tijdens de moderniseringen vervangen door de zogenaamde "New Look"-kleuren: lichtgrijs  / wit  / geel  / blauw  en rood  (rood enkel bij rijtuigen en motorstellen). Deze kleurstelling is de nieuwe huisstijl van de NMBS en alle nieuwe locomotieven en rijtuigen worden ook in deze kleurstelling afgeleverd.

## Huidige huisstijlen

### Landelijke huisstijlen
| Kleur(en) | Informatie | Afbeelding |
| De Lijn   | De Lijn | De Lijn    |
| --------- | --- | ---------- |
|           | De basiskleur van De Lijn is wit. De andere bedrijfskleuren zijn DeLijngeel, DeLijngrijs en DeLijnblauw. Alle bussen van De Lijn en diens pachters en alle trams van De Lijn zijn uitgerust in deze huisstijl. |            |
|           | |            |
| TEC       | |            |
|           | Alle bussen van TEC en diens pachters en alle trams en bijna alle metro's van TEC hadden vanaf 1991 tot medio 2020 deze huisstijl. Sinds medio 2020 werden een aantal bussen al in de nieuwe huisstijl overgeschilderd en de rest volgt na revisie's.                                                                           |            |
|           | |            |
|           | |            |
|           | Alle bussen van TEC en diens pachters en alle trams en bijna alle metro's van TEC krijgen vanaf medio 2020 deze nieuwe huisstijl. Hierbij is gekozen voor een iets donkerder geel en verdwijnt het grijs en rood. Het logo krijgt ook een aanpassing door het vervangen van de gele streep door het logo door een witte streep. |            |
| MIVB      | |            |
|           | De meeste bussen van MIVB dragen deze nieuwe huisstijl. Een grijze basis met roodoranje schortplaten. De treinstellen U2 en U3 (met metrorijtuigen M1, M2, M3, M4 en M5) van de metro dragen deze huisstijl ook. Echter zijn de rijtuigen volledig grijs met een oranje kop.                                                    |            |
|           | |            |
|           | De meerste trams en metro's van MIVB |            |
|           | |            |
|           | Sommige veelal oude bussen en trams rijden nog in de oude kleurstelling. Ook de onderhoudsvoertuigen dragen deze huisstijl. |            |
|           | |            |
| NMBS      | |            |
|           | Memling-kleurstelling |            |
|           | Bordeaux-kleurstelling (wordt langzaam vervangen door de "New Look"-kleurstelling) |            |
|           | "New Look"-kleurstelling (rijtuigen en motorstellen) |            |
|           | "New Look"-kleurstelling (Alleen bij nieuwe / gemoderniseerde locomotieven) |            |
|           | Alleen bij locomotieven (oude kleurstelling) |            |

### Internationale verbindingen
In België rijdt ook internationaal openbaar vervoer met bijbehorende huisstijl. De meeste internationale treinen die in België rijden zijn onderdeel van de NS (NS International) en/of NMBS, maar rijden onder een andere bedrijfsnaam. Hieronder is een overzicht van de huisstijlen van dit internationale openbaar vervoer:
| Kleur(en)    | Informatie | Afbeelding   |
| Beneluxtrein | Beneluxtrein | Beneluxtrein |
| ------------ | --- | ------------ |
|              | Bordeauxrood/gele locomotief in de kleuren van NMBS. Bakken hebben de kleuren van NS Hispeed.                                                                                    |              |
| Eurostar     | |              |
|              | Grijs als hoofdbasis met een gele snoet en buik en een blauwe dak geschetst door een rode lijn                                                                                   |              |
| Fyra         | |              |
|              | Witte snoet loopt aan de zijkanten in een schuine lijn over in rood naar heidepaars naar lichtroze                                                                               |              |
| ICE          | |              |
|              | Wit als hoofdbasis met een rode lijn rondom de trein |              |
| Thalys       | |              |
|              | Het logo van de Thalys werd in 1995 ontworpen door Jelle van der Toorn Vrijthoff van Total Design. De kleuren zijn donkerrood en zwart. De andere huisstijlkleur is zilvergrijs. |              |

## Voormalige huisstijlen
| Kleur(en) | Informatie | Afbeelding                                                      |
| MIVA      | MIVA | MIVA                                                            |
| --------- | --- | --------------------------------------------------------------- |
|           | Tot de jaren 1980 waren alle bussen (en veel trams) van de MIVA rood geschilderd met een crème-kleurige bovenkant. Deze bussen waren veelal afkomstig van T.O.A. Vanaf eind jaren 1970, begin jaren 1980 werd deze huisstijl veranderd. Er werd geëxperimenteerd met een lichtgroene kleur maar later werd gekozen voor een witte kleur met lichtrode schortplaten en een donkerblauwe band rondom de bus. In 1986 werd er nog een nieuw kleurschema voorgesteld met de nadruk op het wit, maar dit kleurschema werd maar op twee busreeksen gebruikt. |                                                                 |
|           | Afbeelding gewenst |                                                                 |
|           | |                                                                 |
| MIVG      | |                                                                 |
|           | Steevast werden alle bussen/trams in Gent lichtblauw geschilderd met een geelcrème bovenkant. |                                                                 |
| NMVB      | |                                                                 |
|           | Vanaf ca. 1920 tot 1970 droeg de NMVB deze huisstijl voor al haar trams. |                                                                 |
|           | Van 1950 tot 1970 droeg de NMVB, met de komst van de standaard bustypen, deze huisstijl voor al haar bussen. Al het materiaal was oranje-crème met een rode bies beschilderd. |                                                                 |
|           | Van 1970 tot 1991 droeg de NMVB deze huisstijl voor al haar trams en bussen. Al het materiaal was oranje-crème met blauwe bies beschilderd. De meeste bussen en trams kregen na 1991 de huisstijl van de nieuwe vervoerders, respectievelijk De Lijn en TEC. De laatste trams die deze kleuren droegen deden dienst op de Premetro van Charleroi en werden pas in 2012 van een andere kleurstelling voorzien. |                                                                 |
|           | |                                                                 |
| STIC      | |                                                                 |
|           | De bussen van de STIC waren groen gekleurd met een witte bovenkant,gescheiden door een zwarte band rondom de bus. Deze huisstijl was al terug te vinden in de tijd van de TEPCE en werd door de STIC overgenomen. | https://live.staticflickr.com/4507/26213836169_2ff1c3a36a_b.jpg |
| STIV      | |                                                                 |
|           | De bussen van de STIV waren groen gekleurd met een witte bovenkant. | Afbeelding gewenst                                              |